# Маландій Олександр Миколайович
Олександр Миколайович Маландій (нар. 12 липня 1934, хутір Мамаївка, нині село Барвінкове, Сумський район, Сумська область — пом. 17 березня 2012, Київ) — український письменник. Заслужений діяч мистецтв України (2003). Член Національної спілки письменників України (1984), Національної спілки журналістів України (1966). Лауреат літературної премії імені Володимира Винниченка (2002). Нагороджений орденом «За заслуги» 3-го ступеня (2009).

## Життєпис
Закінчив Київський університет (1958). Працював журналістом у Сумах. З 1976 року через хворобу був прикутий до ліжка. Мешкав у Києві. Почав писати у шкільні роки. Дебютував віршами у сумських газетах у 1956 році, а в 1961 році його перші новели були опубліковані в періодиці та альманасі «Світанок». Відтоді публікувався з добірками поезій, оповіданнями та нарисами в обласних і всеукраїнських газетах, журналах «Вітчизна», «Дніпро», «Україна», «Ранок». Однак у 1960-х роках його твори, насичені національним духом, не раз натикалися на видавничо-цензурні заборони, рукописи поверталися.
Автор матеріалів про голодомор в Україні 1932—1933 років (Маландій О. Злочинство: свідчення старожилів // Тоніка малої планети. — К., 1996. — С. 154—162).
Писав також для дітей: книги «Назаркові машини» (1987), «Казки Очеретянки», «Золоте перо» (обидві — 1998), «Світло тіні» (2002), «Таємниця слова» (2010).
Перекладав білоруську поезію (Максима Танка, Ригора Барадуліна). Окремі вірші Маландія покладені на музику й перекладені російською, білоруською та іншими мовами.

## Характеристика творчості
Маландій прагнув до лірико-філософського осмислення життєвих явищ, його твори сповнені вболівання за природу, долю рідної культури й духовності. Як поет, він мав добре відчуття слова і ритмомелодики, його поезія тепла і щира, сповнена любові до української землі. Ліричний герой його поезії — сучасник. У прозових творах, у невеликих оповідках він змальовував виразні життєві ситуації, виявляючи увагу до людських доль і характерів, природну співчутливість. Привертали увагу його портрети земляків.

## Основні твори
- Березнева грімниця: Поезії. К., 1976;
- Пристань вітрів: Поезії. К., 1983;
- Подорожник: Поезії. Х., 1987;
- Магнітний полюс: Поезії. К., 1987;
- Нагода добродіяти: Поезії. К., 1992;
- Тоніка малої планети. К., 1996;
- Дорога до себе. К., 1998;
- Знак долі: Поезії. К., 1998;
- Кувала зозуля. К., 1999; 2000;
- Обереги: Поезії. К., 2001;
- Мить вічності: Поезії. К.,
- 2003; На перехрестях душ. К., 2005;
- Мирославія: Роман. К., 2007.